# Благовіщенська духовна семінарія

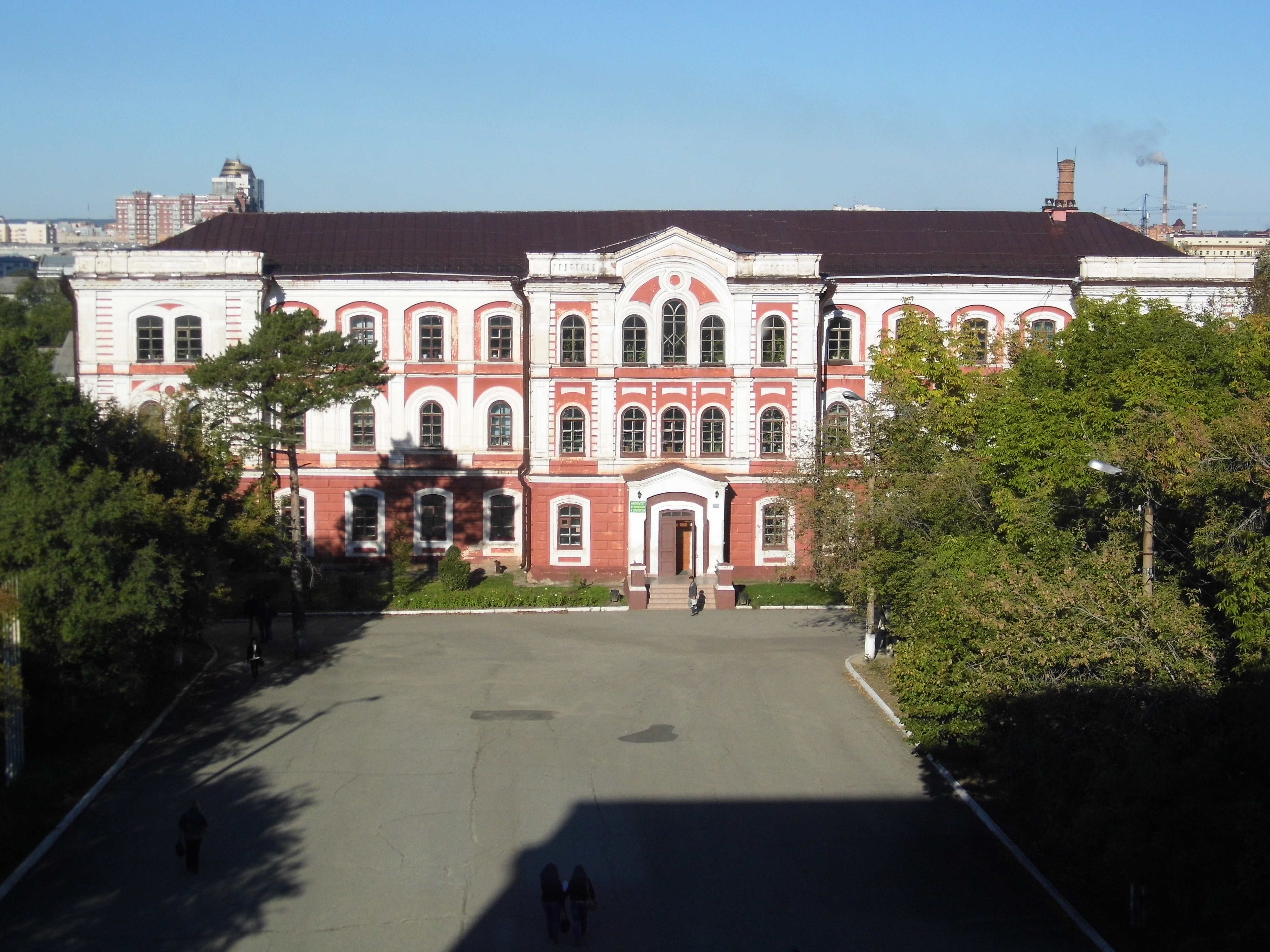
Колишня будівля Благовіщенській духовної семінарії

Благовіщенська духовна семінарія  — середній навчальний заклад Благовіщенської єпархії Відомства православного сповідання Російської імперії для підготовки церковно і священнослужителів. Існувала у 1870 — 1918 роках.

## Історія
Після пожежі, 3 жовтня 1870 року Якутська духовна семінарія і училище (разом з вихованцями) були переведені, стараннями єпископа Веніаміна Благонравова, до Благовєщенська, де була організована духовна семінарія спільно з училищем.
Спочатку семінарія розташовувалася у великому дерев'яному будинку, побудованому на кошти благодійників; 6 липня 1882 року була закладена кам'яна триповерхова будівля, освячена 6 жовтня 1885 року.  Благовіщенській духовній семінарії багато допомагав Нерчинський купець М.Д. Бутін та інші благодійники, які перераховували кошти і жертвували книги для семінарської бібліотеки.
Семінарія була закрита у 1918 році.

## Ректори
- Іаков Домський (1870-1879)
- Гурій Буртасовський (грудень 1880 — червень 1885) до 8 лютого 1885 року — в.  о.
- Георгій Орлов (25 червня 1885-1893)
- Антонін Грановський (1898-1899)
- Микола Безсонов (1899-1901)
- Діонісій Прозоровський (1901-1904)
- Амвросій Смирнов (1904-1906)
- Олександр Миролюбов (1910-ті)